# باشگاه فوتبال دری سیتی
باشگاه فوتبال دری سیتی (انگلیسی: Derry City F.C.) یک باشگاه فوتبال حرفه ای در ایرلند شمالی است که در سال ۱۹۲۸ تأسیس شد و در دری، ایرلند شمالی واقع شده است و در لیگ برتر ایرلند بازی می‌کند.